# Orthocentrus anomalus
Orthocentrus anomalus là một loài tò vò trong họ Ichneumonidae.